# Banque asiatique d'investissement pour les infrastructures
Pour les articles homonymes, voir BAII.
La Banque asiatique d'investissement dans les infrastructures (BAII ; acronyme anglophone : AIIB) est une banque d'investissement proposée par la république populaire de Chine dans le but de concurrencer le Fonds monétaire international (FMI), la Banque mondiale et la Banque asiatique de développement pour répondre au besoin croissant d'infrastructures en Asie du Sud-Est et en Asie centrale. Cette banque s'inscrit dans la stratégie de la nouvelle route de la soie développée par la Chine.

## Histoire
L'idée de la création de cette banque est évoquée pour la première fois en octobre 2013, lors d'une visite du président chinois Xi Jinping en Indonésie. L'objectif est de favoriser le développement des pays asiatiques et l'intégration économique régionale en répondant aux besoins d'infrastructures. Il s'agit également de mettre en place des institutions financières internationales moins dépendantes des États-Unis et de renforcer le rôle des acteurs régionaux dans leurs prises de décision. Les pays émergents s'estiment en effet sous-représentés dans les institutions financières existantes. La réforme aura fait passer de 4,0 à 6,4 % les droits de vote de la Chine, ce qui l'aurait placée juste derrière le Japon, mais loin encore derrière les États-Unis, dont la quote-part n'aurait que légèrement diminué, passant de 17,7 à 17,4 %. Ceci aurait permis aux pays des BRICS d'être parmi les 10 pays ayant la plus forte quote-part, au détriment notamment du Canada. Bien que le président américain Barack Obama l’ait signé en 2010, les Républicains du Congrès des États-Unis ont refusé de ratifier ce projet de réforme du Fonds Monétaire International, (FMI). Ce blocage est un élément important à l’origine du succès de la BAII,,. En général, la BAII, sur le papier, essaye de réparer des défauts perçus de la Banque mondiale, de la Banque de développement d'Asie et d'autres institutions de développement qui ont été critiquées par la Chine pour être trop lourdes et trop contrôlées par les États-Unis et d'autres nations riches.
En 2014, les droits de vote des États-Unis au FMI et à la Banque Mondiale étaient respectivement de 16,75 % et 16,21 % (contre seulement 3,81 % et 4,85 % pour la Chine). Les États-Unis ont ainsi, de facto, un droit de veto. Pour la Banque asiatique de développement, les droits de vote des États-Unis et du Japon sont de 15,56 % et 15,67 %, respectivement, contre 6,47 % pour la Chine. En revanche, aucun pays seul n'aura le droit de veto à la nouvelle BAII. Ce changement des droits de vote a été crucial pour obtenir l'appui de l’Europe.
En octobre 2014, une cérémonie de lancement de l'établissement a lieu à Pékin. Vingt et un pays signent un mémorandum d'entente pour construire la Banque asiatique d'investissement pour les infrastructures : la Chine, l'Inde, la Thaïlande, la Malaisie, Singapour, les Philippines, le Pakistan, le Bangladesh, le Brunei, le Cambodge, le Kazakhstan, le Koweït, le Laos, la Birmanie, la Mongolie, le Népal, l'Oman, le Qatar, le Sri Lanka, l'Ouzbékistan et le Vietnam. 
L'Indonésie signe ce mémorandum d'entente en novembre 2014 et devient le 22e pays fondateur. Ces pays décident d'offrir la possibilité à d'autres pays de devenir membres fondateurs, sous réserve d'acceptation par les membres déjà présents, en déposant une candidature avant le 31 mars 2015.
Le 11 mars 2015, le Luxembourg fut le premier pays non régional à annoncer son souhait de devenir membre fondateur de la Banque. Le lendemain le Royaume-Uni, suivi de la France, l'Allemagne et l'Italie annoncent leur souhait de devenir membres de la banque asiatique d'investissement pour les infrastructures. La Suisse a fait de même quelques jours après et la Russie a également annoncé son accord fin mars 2015.  
En ce qui concerne les 57 pays membres, le Japon est la seule grande économie en Asie à ne pas demander l'adhésion. Taïwan l'a également demandé, mais celle-ci a été rejetée. Même la Corée du Nord a demandé l'adhésion, mais beaucoup plus de transparence économique aurait été nécessaire pour qu'elle rejoigne la banque. Presque toute l'Europe occidentale, sauf l'Irlande, a officiellement adhéré à la BAII. Les États-Unis, le Canada et le Mexique ont tous refusé d'adhérer, Washington étant particulièrement critique vis-à-vis du nouveau projet, y compris en faisant pression sur ses alliés, pour qu'ils n'adhèrent pas.  Quatorze pays européens dont la Grande-Bretagne, la France et l'Allemagne - ont rejoint le projet en ordre dispersé. Pour le chercheur Christophe Jaffrelot, directeur de recherche CERI à l'IEP de Paris, « Beijing arrivera probablement à nouer les alliances qui lui permettront de jouir d'une coalition majoritaire au sein de la BAII. Mais ne pas jouer le jeu de cette initiative aurait été plus contre-productif encore. »
Le 19 décembre 2018, le conseil d’administration de la Banque asiatique d’investissement pour les infrastructures (AIIB), a validé la demande d’adhésion de six nouveaux membres, parmi lesquels l’Algérie, le Ghana, la Libye, le Maroc et le Togo.
Le 19 mars 2018, le Canada rejoint officiellement la BAII avec un mandat de 2 ans en tant que l'un des 12 administrateurs du conseil d'administration de la BAII à compter de juillet 2018.

### Considérations géopolitiques et gouvernance
En ce qui concerne la géopolitique, tous les États BRICS - Brésil, Russie, Inde, Chine et Afrique du Sud - ont rejoint la banque. Ce projet sera un complément à la Nouvelle Banque de développement proposé par les BRICS en 2014. De plus, l'intérêt de l'Europe occidentale dans la BAII marque un contraste saisissant entre cette région et l'Amérique du Nord. En réussissant à attirer 57 pays comme membres fondateurs le 29 juin 2015, la Chine a remporté un véritable succès diplomatique. En tout cas, la création de la BAII représente un tournant important majeur de l'insertion de la Chine dans l'ordre international .
La gouvernance de la nouvelle BAII n'a pas encore été déterminée, bien que la Chine soit censée soutenir un partage de 75 % entre les membres asiatiques et 25 % pour les pays non asiatiques, avec des droits de vote au sein de chaque groupe alloués en fonction du Produit Intérieur Brut (PIB).  Avec cette structure de gouvernance, la Chine aurait 43 % des voix, près de cinq fois plus que l'Inde.  Mais, les alliés des États-Unis — le Royaume-Uni, l'Allemagne, la France et d'autres nations européennes, l'Australie et la Corée du Sud dans l'Asie-Pacifique — auraient, ensemble, seulement 28 % des voix. 
Le dernier jour avant la date limite pour devenir membre fondateur (31 mars 2015), les États-Unis, par l'intermédiaire du secrétaire américain au Trésor, Jacob Lew, annoncent leur volonté de coopérer avec l'organisation. À la fin du mois de mars 2015, les dirigeants du Fonds monétaire international, de la Banque mondiale et de la Banque asiatique de développement ont également exprimé leur désir de coopération avec cette nouvelle institution.
Le 14 juin 2023, le Canada suspend toutes ses activités dans la BAII et lance un examen de l’adhésion du Canada à l’institution, quelques heures après que le dirigeant de la communication mondiale de la BAII, le canadien Bob Pickard, annonce qu’il démissionnait en raison de l’hégémonie du Parti communiste chinois et que la banque « possède également l’une des cultures les plus toxiques imaginables ».

## Membres

Carte des membres (en bleu et bleu clair) de la BAII.

Au 5 septembre 2025, la banque compte 105 membres.
| Pays                      | Date d'adhésion |
| ------------------------- | --------------- |
| Afghanistan               | 2019            |
| Arabie saoudite           | 2016            |
| Australie                 | 2015            |
| Azerbaïdjan               | 2016            |
| Bangladesh                | 2015            |
| Bahreïn                   | 2018            |
| Birmanie                  | 2015            |
| Brunei                    | 2015            |
| Cambodge                  | 2016            |
| Chine                     | 2015            |
| Corée du Sud              | 2015            |
| Chypre                    | 2018            |
| Émirats arabes unis       | 2016            |
| Fidji                     | 2017            |
| Géorgie                   | 2015            |
| Hong Kong                 | 2017            |
| Îles Cook                 | 2020            |
| Inde                      | 2016            |
| Indonésie                 | 2016            |
| Iran                      | 2017            |
| Irak                      | 2022            |
| Israël                    | 2016            |
| Jordanie                  | 2015            |
| Kazakhstan                | 2016            |
| Kirghizistan              | 2016            |
| Koweït                    | 2025            |
| Laos                      | 2016            |
| Malaisie                  | 2017            |
| Maldives                  | 2016            |
| Mongolie                  | 2015            |
| Nauru                     | 2025            |
| Népal                     | 2016            |
| Nouvelle-Zélande          | 2015            |
| Oman                      | 2016            |
| Ouzbékistan               | 2016            |
| Pakistan                  | 2015            |
| Papouasie-Nouvelle-Guinée | 2024            |
| Philippines               | 2016            |
| Qatar                     | 2016            |
| Russie                    | 2015            |
| Îles Salomon              | 2025            |
| Samoa                     | 2018            |
| Singapour                 | 2015            |
| Sri Lanka                 | 2016            |
| Tadjikistan               | 2016            |
| Thaïlande                 | 2016            |
| Timor oriental            | 2017            |
| Tonga                     | 2021            |
| Turquie                   | 2016            |
| Vanuatu                   | 2018            |
| Vietnam                   | 2016            |

| Pays           | Date d'adhésion |
| -------------- | --------------- |
| Afrique du Sud | 2023            |
| Algérie        | 2019            |
| Allemagne      | 2015            |
| Argentine      | 2021            |
| Autriche       | 2015            |
| Belgique       | 2019            |
| Bénin          | 2020            |
| Biélorussie    | 2019            |
| Brésil         | 2020            |
| Canada         | 2018            |
| Chili          | 2021            |
| Côte d'Ivoire  | 2020            |
| Croatie        | 2021            |
| Danemark       | 2016            |
| Djibouti       | 2024            |
| Égypte         | 2016            |
| Équateur       | 2019            |
| Espagne        | 2017            |
| Éthiopie       | 2017            |
| Finlande       | 2016            |
| France         | 2016            |
| Ghana          | 2020            |
| Grèce          | 2019            |
| Guinée         | 2019            |
| Hongrie        | 2017            |
| Irlande        | 2017            |
| Islande        | 2016            |
| Italie         | 2016            |
| Kenya          | 2024            |
| Liberia        | 2021            |
| Libye          | 2023            |
| Luxembourg     | 2015            |
| Madagascar     | 2018            |
| Malte          | 2016            |
| Maroc          | 2022            |
| Mauritanie     | 2025            |
| Norvège        | 2015            |
| Pays-Bas       | 2015            |
| Pérou          | 2022            |
| Pologne        | 2016            |
| Portugal       | 2017            |
| Roumanie       | 2018            |
| Rwanda         | 2020            |
| Royaume-Uni    | 2015            |
| Salvador       | 2025            |
| Serbie         | 2019            |
| Soudan         | 2018            |
| Suède          | 2016            |
| Suisse         | 2016            |
| Togo           | 2023            |
| Tunisie        | 2022            |
| Uruguay        | 2020            |

Plusieurs pays ont exprimé un intérêt pour joindre l'organisation mais n'ont pas encore déposé leurs instruments de ratification: Arménie, Bolivie, Liban, Nigeria, Sénégal, Tanzanie, Venezuela.